# Bibbia di Amsterdam
La Bibbia di Amsterdam è un'edizione della Bibbia in lingua olandese data alle stampe nel 1895.
La caratteristica saliente di quest'opera tipografica è costituita dalle sontuose illustrazioni, per realizzare le quali fu chiamata a raccolta una schiera di rinomatissimi pittori, rappresentativi del meglio delle tendenze artistiche di fine Ottocento.
Tra gli illustratori vi era il napoletano Domenico Morelli.
Nonostante il dispiego di talenti, la grande Bibbia di Amsterdam, ambiziosa impresa editoriale e importante testimonianza dell'arte ottocentesca, è oggi quasi completamente dimenticata.